# Westinghouse időkapszulák

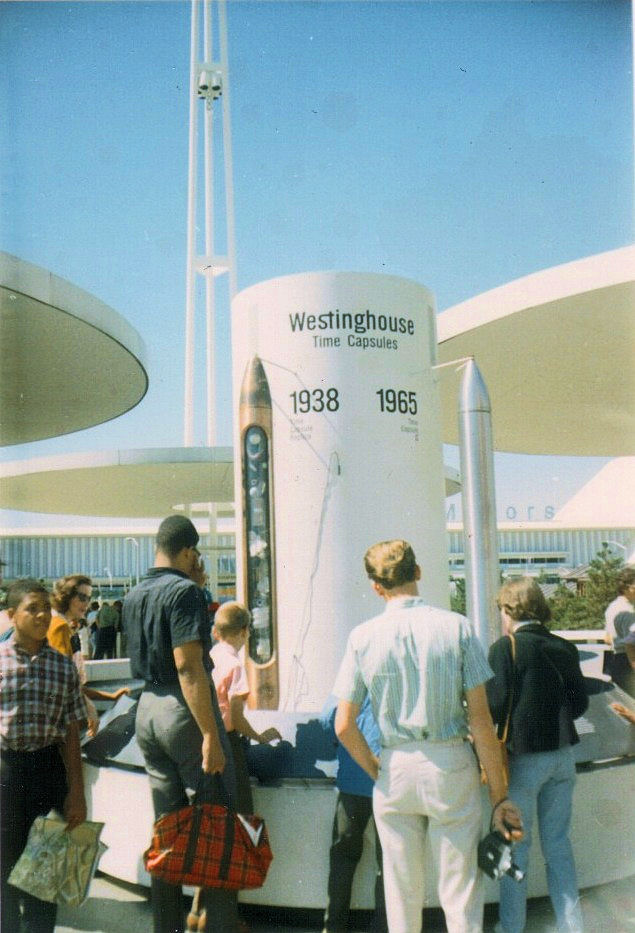
A két időkapszula másolata az 1964-es világkiállításon

A Westinghouse időkapszulák a Westinghouse Electric Company által készített időkapszulák. Az első időkapszulát az 1939-es New York-i világkiállítás alkalmából helyezték el, a másodikat az 1964-es, szintén New York-i világkiállítás alkalmából.
Mindkét időkapszula 50 láb (kb. 15 méter) mélyen található a világkiállítás (illetve New York) Flushing Meadows Park nevű részén. A kapszulák helyét jelenleg egy betonkocka jelzi. Az időkapszulák tervezett kinyitása 6939-ben lesz, ötezer évvel az első kapszula elásása után.

## Az időkapszulák

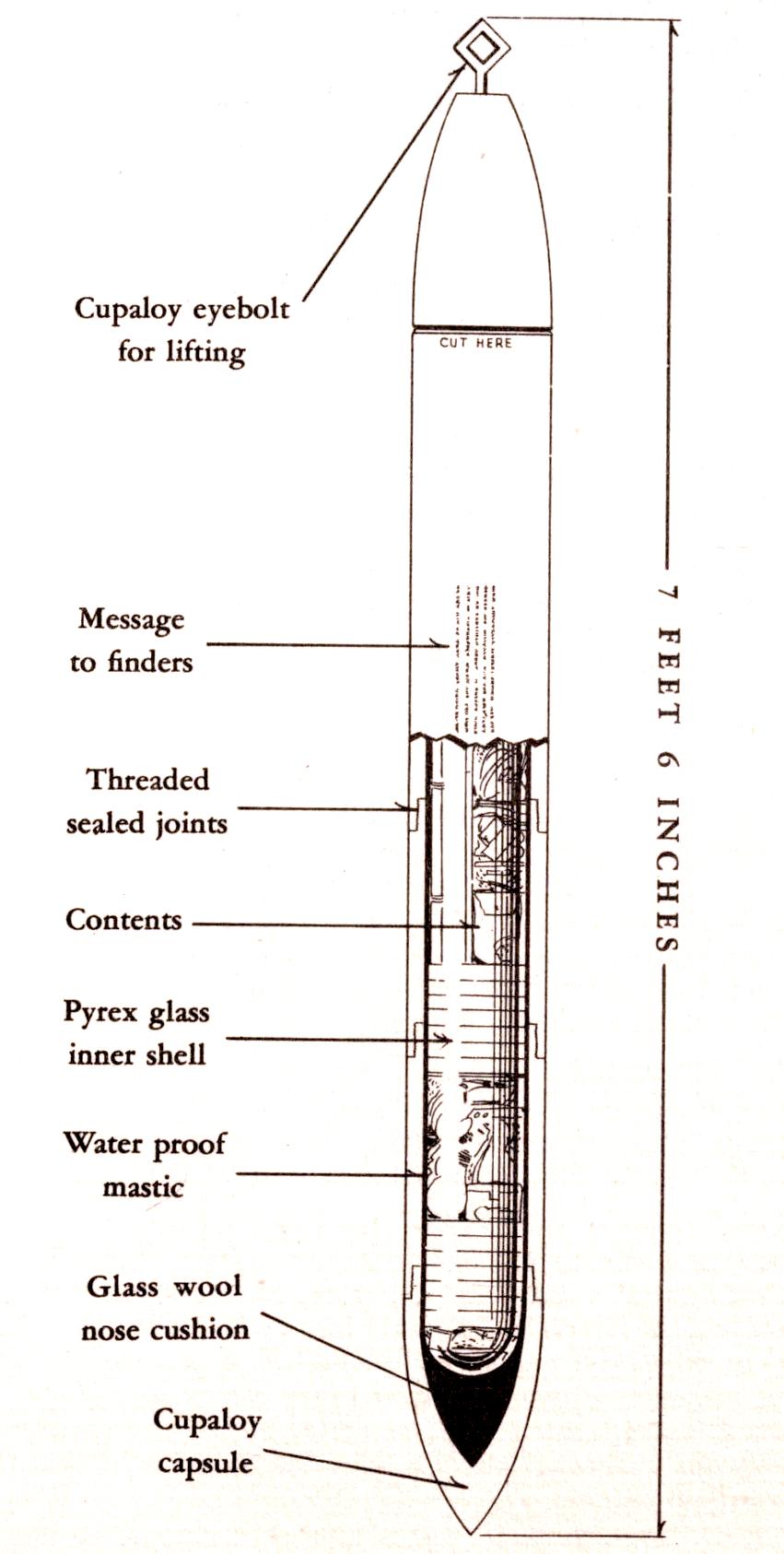
´Az első időkapszula szerkezete

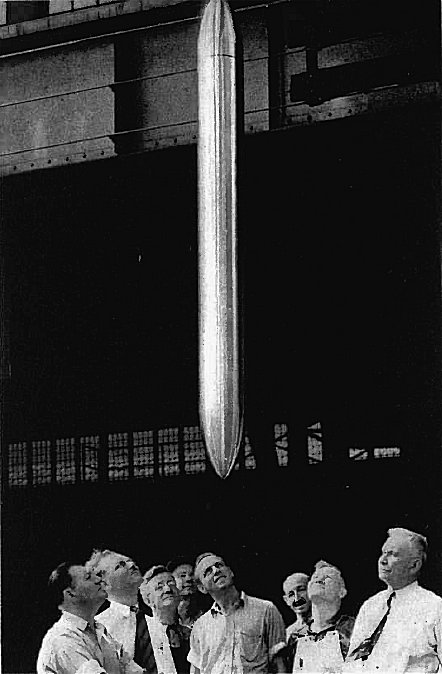
Az első időkapszula (1938)

A két időkapszula 2,29 m (90 inch) hosszú, belső átmérője 21,1 cm (8 3/8 inch). Az első kapszula súlya kb 360 kg (800 font), a második kapszula súlya az elsőnek kb. a fele.
- Az egyes számú időkapszula anyaga egy cupaloy nevű ötvözet, összetétele 99,4% réz, 0,5% króm és 0,1% ezüst.[4] A Westinghouse cég állítása szerint az ötvözet acél keménységű, és nem fog korrodálódni, mert a talajban anódként viselkedik.[5]
- A második időkapszulát egyfajta rozsdamentes acélból készítették.[3] Ezt az ötvözetet kromarcnak nevezték el, összetétele 52,60% vas, 21,24% nikkel, 15,43% króm, 8,20% mangán, 2,15% molibdén, 0,22% szilícium, 0,05% szén, 0,013% foszfor és 0,012% kén.

Az időkapszulák tartalmát egy légmentesen lezárt üveg hengerbe tették, melyek belső átmérője 16,5 cm (6,5 inch, hossza 2 méter (81 inch).  A második időkapszula belsejét argonnal töltötték fel. Az időkapszula kifejezés George Edward Pendray ötlete volt, az eredetileg javasolt időbomba helyett.

### Az időkapszulák helye
Az első időkapszulát 1938. szeptember 23-án, délben helyezték el, pontosan az őszi napéjegyenlőségkor.
Az időkapszula pontos földrajzi koordinátái: é. sz. 40° 44′ 34″, ny. h. 73° 50′ 44″40.742803°N 73.845512°W, 2,5 centiméteres pontossággal. Az évezredek alatt az időkapszula mind vízszintesen, mind függőlegesen elmozdulhat, ezért az időkapszula jegyzőkönyvében részletes leírás található arról, hogy kell fémdetektort készíteni, és annak segítségével megkeresni az időkapszulát

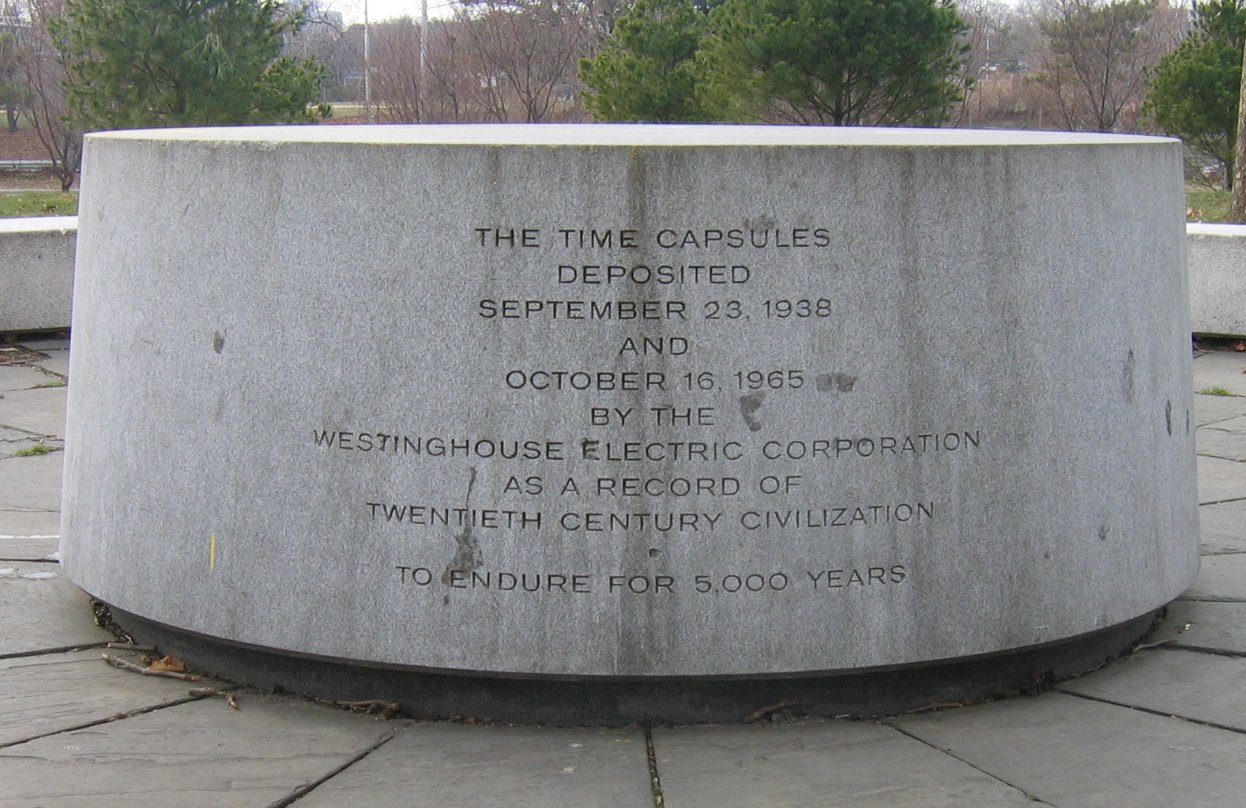
Az időkapszulák helyét jelenleg jelző gránit emlékmű

Az időkapszulák helyét napjainkban egy 7 tonnás gránit emlékmű jelzi.

A kő felirata:

The Time Capsules Deposited September 23, 1938 And October 16, 1965
By The Westinghouse Electric Corporation As A Record Of
Twentieth Century Civilization To Endure For 5,000 Years.
(Itt találhatók a Westinghouse Electric Corporation által 1938. szeptember 23-án és 1965. október 16-án elhelyezett időkapszulák a huszadik századi civilizáció  feljegyzéseként, hogy fennmaradjanak 5000 éven keresztül.)

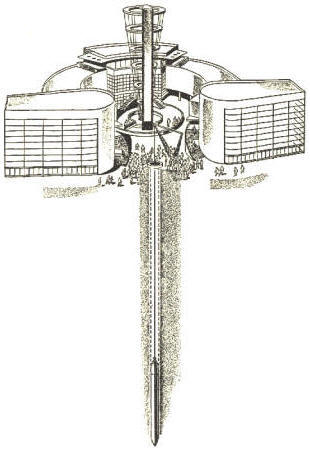
Az 1939-es Westinghouse pavilon

## Az időkapszulák tartalma

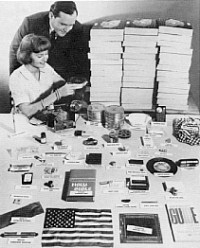
1965 A második időkapszula tartalma

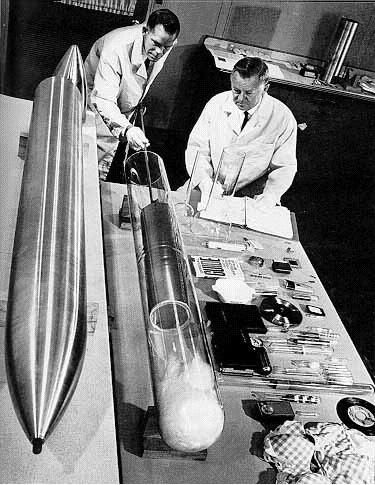
1965 A második időkapszula összeszerelése

### Az első időkapszula tartalma (1939)

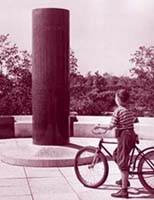
Egy régi, az időkapszulákat jelző emlékmű

Az időkapszulába 35 mindennapi tárgy került, pl. töltőtoll, füzet, Mickey egér-baba. Az időkapszulába került ezen kívül 75 féle anyag, szövet, fém, műanyag, vetőmagok. Az éppen aktuális modern irodalom, kortárs képzőművészet, hírek mikrofilmen kerültek az időkapszulába. Ez az úgynevezett „Micro-File” (mikrofájl) több mint 10 millió szót, több mint ezer képet tartalmaz, és egy kis mikroszkóppal megnézhető. A kapszula tartalmaz egy részletes útmutatót is, hogy kell kivetítőt készíteni, hogy a mikrofilmet nagyban is meg lehessen nézni, és hogy kell vetítőgépet készíteni, hogy a filmhíradók mozgóképként is megtekinthetők legyenek.
A következő növények vetőmagjai kerültek az időkapszulába: búza, kukorica, zab, dohány, gyapot, len, rizs, szójabab, lucerna, cukorrépa és árpa – mindegyik üvegcsövekbe zárva.
A tárgyakat az alapján választották ki, hogy mennyire mutatják be az Egyesült Államok életét a 20. század közepén. A csomagoláskor figyelembe vették, hogy kibírnak-e a tárgyak 5000 évet.
A tárgyakat öt nagy kategóriába oszthatjuk:
- mindennapi apró tárgyak
- szövetek és alapanyagok
- különleges tárgyak
- mikrofilm
- filmhíradó

### A második időkapszula tartalma (1965)
A második időkapszulát azért hozták létre, mert úgy gondolták, az eltelt 30 év alatt annyit változott a világ, hogy egy új időkapszulába helyezve az újításokat is megpróbálják megőrizni a jövő részére.
Az új időkapszulába helyezett tárgyakat is öt nagy kategóriába oszthatjuk:
- mindennapi tárgyak
- atomenergia
- tudományos fejlődés
- űrkutatás
- egyéb

Az egyéb kategóriába tartozik egy vendégkönyv, amibe a Westinghouse pavilon látogatói írtak az 1964-es világkiállításon. A könyv képeit lefényképezték, és mikrofilmre vitték. Az eredeti időkapszulát eltemették, de egy másolata a Heinz Történeti központban található, az első időkapszula másolatával együtt.

### A jegyzőkönyv
Az első időkapszula tartalmát, és egyéb fontos információkat az időkapszuláról az „Időkapszula Jegyzőkönyve” című könyvben jegyezték fel.
(Eredeti angol címe: Book of Record of the Time Capsule of cupaloy deemed capable of resisting the effects of time for five thousand years, preserving an account of universal achievements, embedded in the grounds of the New York World's Fair 1939)
Az 1938. szeptember 23-án készült jegyzőkönyv célja az, hogy 5000 év múlva valaki ez alapján megtalálhassa és értelmezhesse az időkapszulát. Remélhetőleg fennmarad egy a 3000 hivatalos (és számtalan nem hivatalos) másolatból, melyek múzeumokban, templomokban, kolostorokban várják az elkövetkező évtizedeket, évszázadokat szerte a világon. Hogy elkerüljék az 1965-ben elhelyezett időkapszulával kapcsolatos félreértéseket, egy kiegészítő könyvet küldtek az első jegyzőkönyv hivatalos, eredeti helyszíneire.

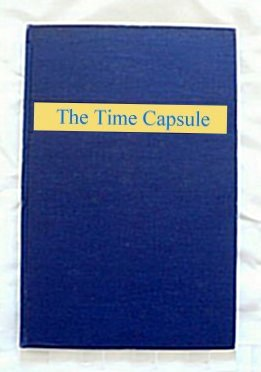
Az 1939-es időkapszula jegyzőkönyvének kék keményfedeles változata

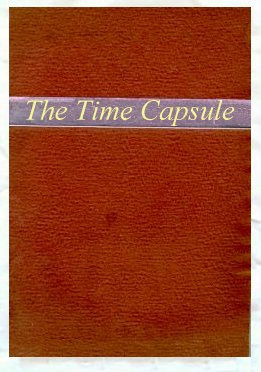
Egy kézzel készített, puhafedeles jegyzőkönyv az első időkapszuláról

### Külső hivatkozások
- Westinghouse Electric and Manufacturing Company, The Book of Record of the time capsule of cupaloy (1938), A jegyzőkönyv angolul az internet archívumban
- Westinghouse Electric and Manufacturing Company, The Story of Westinghouse Time Capsule of cupaloy (1939), Az első időkapszula története
- A két időkapszulába tett tárgyak listája
- A Westinghouse időkapszulák a Google Earth-ön

### Képek az időkapszulák másolatairól

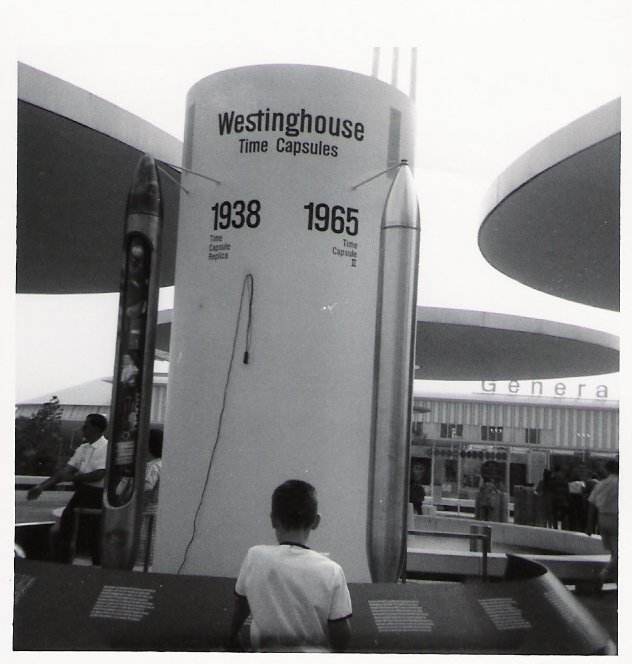
A két időkapszula másolata

- Az első időkapszula tartalma 1[halott link]
- Az első időkapszula tartalma 2[halott link]
- Az első időkapszula tartalma 3[halott link]
- A második időkapszula tartalma 1[halott link]
- A második időkapszula tartalma 2[halott link]
- A második időkapszula tartalma 3[halott link]
- A második időkapszula tartalma 4[halott link]
- A második időkapszula tartalma 5[halott link]
- A második időkapszula tartalma 6[halott link]
- A második időkapszula tartalma 7[halott link]

### Videók
- Egy 1939-es felvétel az első időkapszuláról a You Tube-on
- A New York Time videója a második időkapszula tartalmáról 1965-ből
- Filmhíradó a második időkapszula elhelyezéséről 1965 október 16-án.